# ジャック・フランソワ・デュゴミエ
ジャック・フランソワ・デュゴミエ（Jacques François Dugommier, 1738年8月1日 - 1794年11月17日）は、フランス革命期における軍人。デュゴミエ将軍（Général Dugommier）の名で知られる。本名はジャック・フランソワ・コキーユ (Jacques François Coquille) 。

## 生涯

### 誕生～革命まで
デュゴミエはフランスの植民地・グアドループの生まれであり、1759年、グアドループの対イギリス防衛戦に（1738年生まれであるにもかかわらず）16歳で従軍し、以後、七年戦争やアメリカ独立戦争を戦い抜き、たたき上げの軍人として名を上げた。1785年から“デュゴミエ”の名を用いるようになる。中佐になったところで退役し、マルティニーク島で暮らしていた。
情熱的な愛国者だったデュゴミエは、革命の勃発後、議員として国民公会に派遣された。パリでその情熱がマラーに気に入られ、軍隊復帰を勧められて旅団長に任命される。

### イタリア方面軍司令官
1793年9月には、ニースとピエモンテからオーストリア軍を追い払った。
11月、デュゴミエは国民公会から派遣されたカルトー将軍に代わって、トゥーロン奪回の任務に就く。彼はそこで、街を奪還するための作戦として部下の少佐の案を採用した。この作戦を進言した砲兵将校こそが、後のフランス皇帝、ナポレオン・ボナパルトである。作戦は成功し12月18日にトゥーロン奪回に成功した（トゥーロン攻囲戦）。
ナポレオンはデュゴミエを「勇敢かつ豪胆で、鋭い戦略眼を持っている。ただし恐ろしく短気であった」と高く評価しており、晩年、セント・ヘレナ島でも彼のことを回顧している。さらに遺産から彼の息子か孫に10万フランを払うよう、遺言を残してもいる。

### ピレネーの進軍
以後、デュゴミエは、東部ピレネー軍の司令官に任命され、アントニオ・リカード・リカーヨ指揮するスペイン軍に占領された領土奪還の命を受ける。彼はそこでまず、絶え間なくスペイン軍の襲撃を受け、成果を挙げることなく弱体化していた軍を再編成した。優れた戦略と、敵軍の最高司令官が病気により相次いで死亡するという幸運に恵まれ、スペイン軍をフランス国内から追い払うことに成功する。
デュゴミエは、1794年9月17日、5月7日から包囲を続けていたベルガーデュ砦を取り戻した。9月22日には、大胆不敵な攻撃によってコストージュ砦と軍営地を奪い、敵を敗走させて、多くの装備品や軍需物資を得た。
11月18日には、カタルーニャでブラックマウンテンの戦いに臨んだが、デュゴミエはこの戦いのさなかに、臼砲から放たれた榴弾を受け、戦死してしまう。しかし、戦いにはフランス軍が勝利をおさめ、東部ピレネー軍はペリニョン将軍によって引き継がれた。
死後、デュゴミエの遺体はペルピニャンに葬られた。さらに彼の名はパンテオンに刻まれている。ペルピニャンには、現在彼をたたえたピラミッド状の記念碑が立てられている。